# Макурия (Французская Гвиана)
Макурия (фр. Macouria) — коммуна во Французской Гвиане, заморском департаменте Франции, расположена недалеко от столицы Кайенны. Основана в 1643 году.

## География
Коммуна граничит на юге и востоке с коммунами Монсинери-Тоннегранд и Матури, на западе с коммуной Куру, на севере с Атлантическим океаном. Природный ландшафт представляет собой мангровые болота и саванны. В сезон дождей здесь нередки наводнения.
В последнее время в коммуне наблюдается рост численности населения. Сюда, привлеченные низкой арендной платой, переселяются жители столицы. Интенсивное строительство и освоение новых земель влияют на природный ландшафт.

## История
В 1604 году на территории будущей коммуны, населённой индейцами, появились первые европейцы. Экспедицию возглавлял Даниэль де Ля Туш де Ля Равардьер. В 1643 году Шарль Понс де Бретиньи, губернатор Кайенны принял решение основать поселение на севере колонии. В 1644 году он и его люди на лодке приплыли в местечко Макурия. Здесь в стычке с местными индейцами губернатор был убит.
Около 1709 года первые иезуиты прибыли во Французскую Гвиану. Им удалось крестить местных индейцев. В 1710 году они построили приход Святого Иосифа в местечке Либерте, но вскоре перенесли центр христианизации местного населения в Макурия. Иезуиты смогли развить сельское хозяйство, разбили плантации кофе и какао.
Колониальным декретом от 30 июня 1835 года, с изменениями внесёнными 2 августа 1848 года, во главе коммуны Макурия был поставлен комиссар-командир, который исполнял функции мэра, и капитан-лейтенант, который являлся его заместителем.

## Население
На 2018 год численность населения коммуны составляла более 15 000 человек. По этническому составу это, прежде всего, креолы.
| Год  | Численность | Численность |
| ---- | ----------- | ----------- |
| 1990 | 2069        | [ 2 ]       |
| 1999 | 5050        | [ 2 ]       |
| 2006 | 7799        | [ 2 ]       |
| 2011 | 9995        | [ 2 ]       |
| 2013 | 10 721      |             |
| 2015 | 11 719      | [ 3 ]       |
| 2016 | 12 804      | [ 2 ]       |
| 2017 | 14 202      | [ 4 ]       |
| 2018 | 15 602      | [ 5 ]       |
| 2019 | 16 219      | [ 6 ]       |
| 2020 | 19 087      | [ 7 ]       |
| 2021 | 18 847      | [ 8 ]       |
| 2022 | 18 807      | [ 1 ]       |

## Экономика
В коммуне развито сельское хозяйство. Есть несколько предприятий пищевой промышленности: мясоперерабатывающий комбинат, птицеферма, молокозавод.

## Культура
В Макурия находится известный зоопарк, в районе на границе с коммуной Монсинери-Тоннегранд. Большое внимание здесь уделяется также спорту. Местный стадион носит имя Эмманюэля Курата. Действуют велоклуб «Спринт Клуб дю Литтораль» и футбольный клуб «Юнион Спортив де Макурия».
В коммуне находятся детский сад, три начальных школы, два колледжа, образовательный центр и сельскохозяйственный лицей (фр. Établissement Public Local d'Enseignement et de Formation Professionnelle Agricole).